# QQ 브라우저
QQ 브라우저(중국어: QQ浏览器, 영어: QQ Browser), 텐센트 트래블러(중국어: 騰訊TT, 영어: Tencent Traveler), TT라고도 불리는 이 브라우저는 텐센트에서 개발한 브라우저로, IE 커널과 트라이던트에 기반해 있다. 2008년 기준으로 이 브라우저는 중국에서 세 번째로 많이 쓰이는 웹 브라우저이다.